# エクスタータール
エクスタータール (ドイツ語: Extertal,  [ˈɛkstʱɐtaːl])は、ドイツ連邦共和国ノルトライン＝ヴェストファーレン州デトモルト行政管区リッペ郡に属す人口約 12,000人の町村（以下、本項では便宜上「町」と記述する）である。この町は 1969年の自治体再編により、エクスター川流域に位置する 12のそれまで独立していた町村が合併して成立した。町名はこの川に由来する。エクスタータールは、隣接するバルントルプ、デーレントルプ、カレタールとともにノルトリッペ（リッペ北部）地方を形成している。

## 地理

### 位置
エクスタータールは、ノルトライン＝ヴェストファーレン州北東部、すなわちオストヴェストファーレン＝リッペ東部のリッペ郡北部に位置している。この町の東と北はニーダーザクセン州と接している。ヴェーザー川がこの町から約 10 km 北を流れている。この町の中央を町名の由来ともなったエクスター川が流れている。エクスタータール町内からフンメバッハ川が湧出する。
町域は、自然環境上はリッパー山地に属す。リッパー山地はさらに分割できる。町域は、高さ 400 m 近い山や尾根、低地や、谷が刻まれた丘陵地と変化に富む。主邑のベージングフェルトは、多くの連山に囲まれたベージングフェルダー盆地に位置している。この盆地はエクスター川の谷にあたる。エクスター川の谷は北のリンテルナー盆地に向かって開けている。町域は、他のリッペ郡の市町村と同様に、トイトブルクの森/エッゲ山地自然公園内にある。東と北は、完全にニーダーザクセン州に属すヴェーザー山地シャウムブルク＝ハーメルン自然公園に接している。
町内の最低地点は、海抜約 90 m の、エクスター川とヴェムケ川が町域から離れてリンテルン方面に向かう地点である。最高地点は町域の南西部、北緯52度03分 東経09度04分 / 北緯52.050度 東経9.067度 のデーレンベルクの海抜 387 m である。わずか 数百 m ほど北西に、ポラッケン砦があるシャンツェンベルク（その西側にシュテルンベルク城が建てられていた）は 379 m、ニーダーザクセン州との州境に位置するホーエ・アッシュも 371 m である。
最寄りの大都市は、ビーレフェルト（40 km 西）、パーダーボルン（45 km 南西）、ハノーファー（54 km 北東）、ヒルデスハイム（57 km 東）がある。

### 町域の広がりと土地利用
「グローセ・ラントゲマインデ」（大きな田舎町）に格付けられるこの町の面積は 92.51 km 2 である。町域の東西の最大軸長は約 12.2 km、南北のそれは約 12.5 km である。
土地利用率は、基本的にはノルトライン＝ヴェストファーレン州の同規模の自治体と変わりなく、郡平均、行政管区平均、州平均と同程度の値である。森林地区はほぼ高地にのみある。森に覆われた山の間の土地はおおむね農業に利用されている。2012年12月31日現在の土地利用率を以下の表に示す。
|            | 農業用地 | 森林   | 住宅、空き地、 産業用地 | 交通用地 | 水域  | スポーツ レジャー用地 | その他 |
| ---------- | -------- | ------ | ----------------------- | -------- | ----- | --------------------- | ------ |
| 面積 (km2) | 59.34    | 22.30  | 5.98                    | 3.48     | 0.60  | 0.61                  | 0.18   |
| 占有率     | 64.2 %   | 24.1 % | 6.5 %                   | 3.8 %    | 0.6 % | 0.7 %                 | 0.2 %  |

### 隣接する市町村
エクスタータールは、北から時計回りに以下の市町村と境を接している: リンテルン（北および東、ニーダーザクセン州シャウムブルク郡）、エルツェン（南東、ニーダーザクセン州ハーメルン＝ピルモント郡）、バルントルプ（南）、デーレントルプ（南西）、カレタール（西）（以上、リッペ郡）。
エクスタータールは、バルントルプ、デーレントルプ、カレタールとともにノルトリッペ地域（北リッペ）を形成している。

### 自治体の構成
エクスタータールは12の地区からなる。地区名と人口を以下の表に示す。
| 地区               | 地区       | 人口（人）1 | 地図 |
| ------------------ | ---------- | ----------- | ---- |
| アルメナ           | Almena     | 1,396       |      |
| アスミッセン       | Asmissen   | 2,254       |      |
| ベージングフェルト | Bösingfeld | 4,310       |      |
| ブレムケ           | Bremke     | 348         |      |
| ゲストルプ         | Göstrup    | 182         |      |
| キューケンブルーフ | Kükenbruch | 271         |      |
| ラスブルーフ       | Laßbruch   | 624         |      |
| マイアーベルク     | Meierberg  | 473         |      |
| ナルホーフ         | Nalhof     | 396         |      |
| ロット             | Rott       | 376         |      |
| シェーンハーゲン   | Schönhagen | 230         |      |
| ジリクセン         | Silixen    | 1,502       |      |

人口は、2010年12月31日現在の数値である

### 気候
エクスタータールは、北ドイツの穏やかで湿度の高い気候である。降水は年間を通して比較的一様で、夏はかなり暑く、冬はかなり寒い。リッパー山地の比較的高い位置にあることから、年間降水量 846 mm と、ノルトライン＝ヴェストファーレン州の平均値に比べ多いが、エッゲ山地の高地の西や南西の所によっては 1,400 mm に達する降水量に比べるとかなり少ない。以下の表に月別降水量を示す。
| エクスタータールの月別降水量（1961年から1990年の平均値）の気候 | エクスタータールの月別降水量（1961年から1990年の平均値）の気候 | エクスタータールの月別降水量（1961年から1990年の平均値）の気候 | エクスタータールの月別降水量（1961年から1990年の平均値）の気候 | エクスタータールの月別降水量（1961年から1990年の平均値）の気候 | エクスタータールの月別降水量（1961年から1990年の平均値）の気候 | エクスタータールの月別降水量（1961年から1990年の平均値）の気候 | エクスタータールの月別降水量（1961年から1990年の平均値）の気候 | エクスタータールの月別降水量（1961年から1990年の平均値）の気候 | エクスタータールの月別降水量（1961年から1990年の平均値）の気候 | エクスタータールの月別降水量（1961年から1990年の平均値）の気候 | エクスタータールの月別降水量（1961年から1990年の平均値）の気候 | エクスタータールの月別降水量（1961年から1990年の平均値）の気候 | エクスタータールの月別降水量（1961年から1990年の平均値）の気候 |
| 月                                                             | 1月                                                            | 2月                                                            | 3月                                                            | 4月                                                            | 5月                                                            | 6月                                                            | 7月                                                            | 8月                                                            | 9月                                                            | 10月                                                           | 11月                                                           | 12月                                                           | 年                                                             |
| -------------------------------------------------------------- | -------------------------------------------------------------- | -------------------------------------------------------------- | -------------------------------------------------------------- | -------------------------------------------------------------- | -------------------------------------------------------------- | -------------------------------------------------------------- | -------------------------------------------------------------- | -------------------------------------------------------------- | -------------------------------------------------------------- | -------------------------------------------------------------- | -------------------------------------------------------------- | -------------------------------------------------------------- | -------------------------------------------------------------- |
| 降水量 mm （inch）                                             | 73.7 (2.902)                                                   | 51.5 (2.028)                                                   | 64.4 (2.535)                                                   | 64.3 (2.531)                                                   | 72.9 (2.87)                                                    | 87.4 (3.441)                                                   | 76.1 (2.996)                                                   | 73.7 (2.902)                                                   | 67.4 (2.654)                                                   | 56.6 (2.228)                                                   | 72.8 (2.866)                                                   | 85.2 (3.354)                                                   | 846 (33.31)                                                    |
| 出典：ドイツ気象庁                                             |                                                                |                                                                |                                                                |                                                                |                                                                |                                                                |                                                                |                                                                |                                                                |                                                                |                                                                |                                                                |                                                                |

気温の長期平均値は 8 - 9 ℃前後である。高度は気温に影響している。町内の高度が高い場所では、西部のベーガ川/ヴェレ川付近や西部から北部のヴェーザー川の谷に比べると約 1 ℃低い。町の内部にも明らかな起伏があるが、エクスター川沿いでは、町の高地にくべて 0.5℃温かい。ノルトライン＝ヴェストファーレン州全体の平均と比べると、エクスタータールの気温はわずかに低い程度である。

## 歴史

### 石器時代から中世
紀元前6000年頃の最終氷期終了後、中央ヨーロッパ全域は原始林に覆われ、中石器時代の人類は小さな部族グループを形成して狩猟・採集生活を営んでいた。ロット、アルメナ、ブレムケ付近で発掘された石器時代の出土品は、先史時代にエクスタータールにも人が住んでいたことを示している。発掘地は、他のリッペ地域と比べて互いに離れており、小規模な入植地であったと思われる。
農耕や牧畜が始まった新石器時代に、さらなる栄養源を求めてエクスタータールに大勢の人が住むようになった。当時の原始的な木製器具では、レエティク層の堅い土地を開墾することができず、川の堆積物で形成された平地によらざるを得なかった。山地の原始林は、10箇所ほどの開墾地を除き、手つかずのままであった。こうした先史時代の農場の詳細な状況は、今日では再現不能である。ただし、当時の入植地の高台にあった墳丘墓の場所から、その位置は推定することができる。エクスタータール町内には、25の墳墓が知られている。紀元後500年頃にザクセン人がエクスタータールを征服した。ザクセン人の言語は、20世紀にはいるまでこの地で話されていた低地ドイツ語の起源となった。

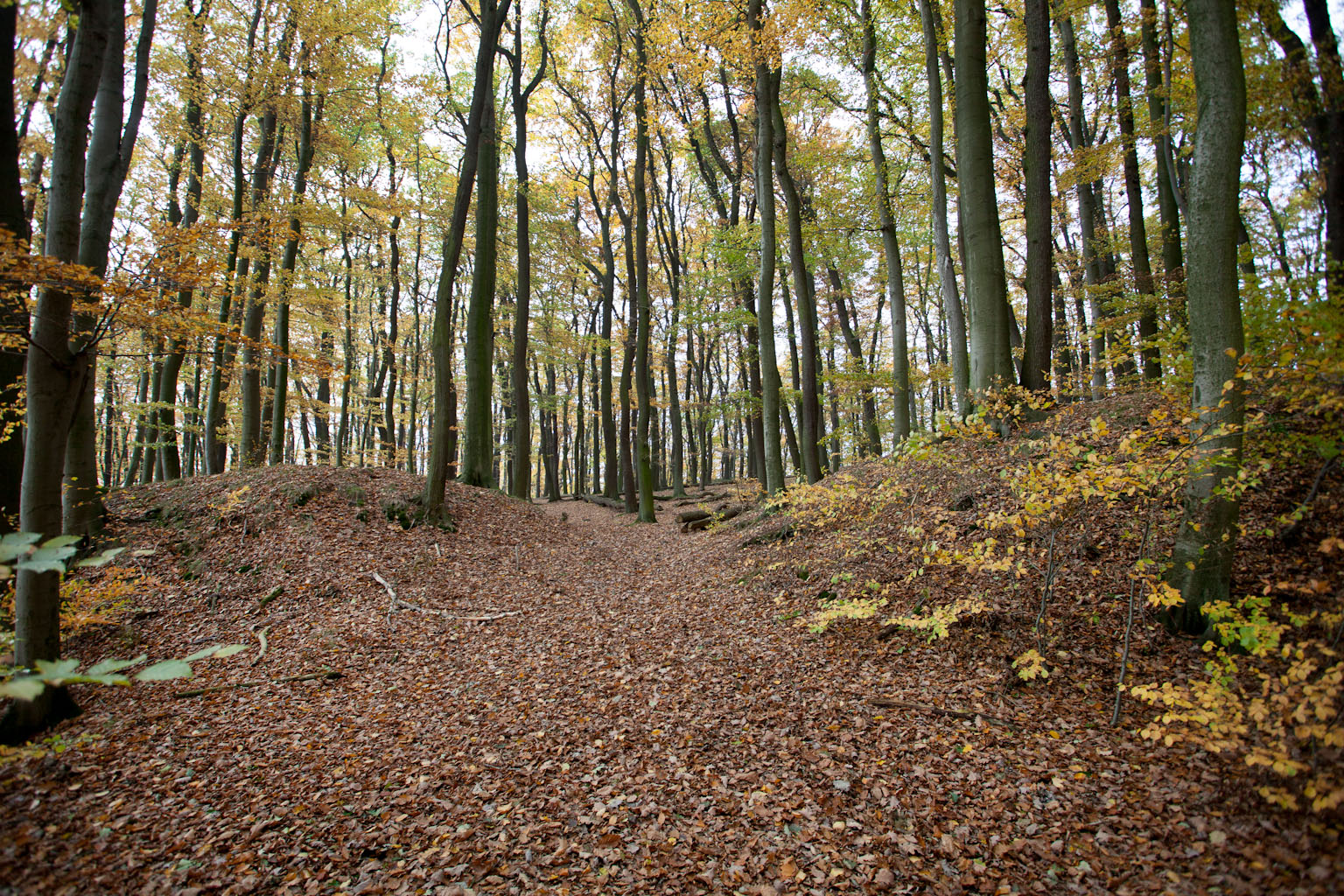
ウフォブルクの土塁跡

中世初期、ブレムケ近郊のハーゲンベルク山に、エクスタータールを通る街道の安全を確保するための山城、ウフォブルク城が築かれた。現在でも、かつての城砦建築をしのばせる土塁や方形の壕の遺構を見ることができる。学術的な発掘調査により、850年から920年頃と推定される陶片が発掘されている。
この頃まで農民は、効率的な農場経営法を発見できず、原始的な営農方法を続けていた。中世盛期の、鉄製の鋤、三圃式農業、水車の発明によってこうした状況に変化が訪れた。山の堅いレエティック層の土地が開墾され、わずかな森の一部が残されるだけとなった。この頃から、小さな農場を核とした小集落を主とした、現在見られるような農場構造が形成され始め、やがてジリクセン、アルメナ、ラスブルーフといった典型的な村落が成立した。
1150年頃に、現在はデーレントルプの町域に含まれるミューリングスベルクにアルト＝シュテムベルク城が建設された。この城は、名前は不明のある帰属一門の所有であったが、13世紀の初めに放棄された。これを引き継いだのは、シュヴァーレンベルク伯の傍系にあたるシュテルンベルク伯家であった。この伯家は、13世紀半ばからこの城に住み、現在のバルントルプとジリクセンを除くエクスタータールに相当する地域を支配した。伯家は、1240年頃、リンダーホーフェの西にシュテルンベルク城を築いた。

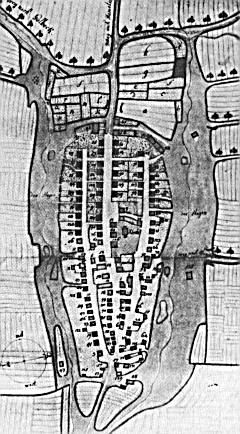
1756年頃のベージングフェルトの地図。ドライシュトラーセンシステムが明瞭に示されている。

シュテルンベルク伯は、領土を護るために小さな添城を持つ入植地を建設した。この集落はドライシュトラーセンシステム（3本の道路を基本骨格とする都市システム）に基づきデザインされた。バルントルプ、アルファーディッセン、ベージングフェルトの中核部では、現在でもこのシステムを見ることができる。ベージングフェルトには、北、南、中央通りの 3本の道路がある。この集落は外壁で保護されておらず、ハーゲンと呼ばれる薮によって外敵から護られていた。アルファーディッセンは、近世初期に増設された現存する城館を持つ城砦施設を有していた。
ベージングフェルトは、1252年以前の近い時期にシュテルンベルク伯によって都市として建設された。しかし、1427年から1442年までの間に都市圏を再び失い、フレッケン（町または大きな村）に格下げされた。シュテルンベルク伯からリッペ家へ支配権が移った後、ベージングフェルトは比較的重要度の低い市場町とされたが、伯領北東の不利な地形にあったことから、それほど発展しなかった。経済的・文化的分野における発展が阻害された原因は、領土争い、シャウムブルク＝リッペに借金の担保として出されたことと、後にリッペ領主家に戻されたことである。さらなる根拠は、ベージングフェルトから現在のデーレントルプに属すヒレントルプへの鐘の移設が 1442年にミンデン司教アルベルトによって許可されたことに表れている。

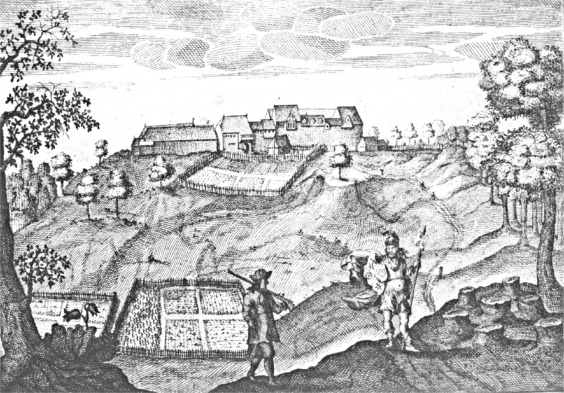
1663年から66年頃のシュテルンベルク城

### 宗教改革からヴァイマル共和政まで
1522年からレムゴーではルター派の教義に基づく神事が行われ、1533年からはリッペ伯領全域で改革派の教義が導入された。領主のジーモン6世は、1605年に公式に福音主義改革派教会に帰依した。これにより、「cuius regio, eius religio」（領主の宗教が、その支配地の宗教となる）の原則に従い、ルター派から改革派への改宗が行われた。ただ、古いハンザ都市レムゴーだけはルター派にとどまった。
15世紀の領主たちは、その領土の中央集権化を進め、シュテムベルク城は領主の代官の所在地となった。このアムト（代官所あるいはその管区を指す）は、現在のジリクセンとアルメナを除くエクスタータール全域とデーレントルプを統治した。いくつかの村においては、国家権力は土着の農民裁判官によって行使された。あらゆる法律違反がアムトに報告された。
慢性的な資金難から、領主であるリッペ伯ジーモン・ハインリヒ・アドルフは1733年にシュテルンベルク城を、グレートブリテン王ジョージ2世を当主とするハノーファー家に質入れした。牛車で運ばれた41万シルバーターラーの金と引き替えに、イングランド王はアムト・シュテルンベルクの全ての権利を獲得した。1734年から1782年に統治したジーモン・アウグスト伯は1781年にこれを買い戻し、イギリスによるシュテルンベルクの支配を終了させた。
アムト・シュテルンベルクの文書からは、住民の著しい連続性が読み取れる。1940年には土着の住民の全員近くが、17世紀初めのエクスタータール住民の子孫であった1600年から1800年までの間、人口は連続的に増加した。その原因は、リンネル産業の導入により、亜麻栽培、紡績、織布などの仕事を得たことで、多くの住民の生活環境が改善されたことによる。1590年に 2,347人だった人口は、1807年には 537の集落に 4,238人が住むまでになった1700年頃にはすでに、家内工業や手工業に従事するエクスタータール住民の数は、農業に従事する住民数を凌駕し、ジリクセンにおけるその比は 4:1にまで達した。しかしその後、エクスタータールの住民は1850年頃に家内産業の衰退に見舞われた。多くの人々がアメリカへの移住のチャンスを探し求めた。19世紀後半に 1,000人以上のエクスタータール住民が USA に新たな故郷を求めた。
もう一つの収入源となった仕事が「リッピシェ・ツィーグラー」と呼ばれる渡りのレンガ工であった。大都市では、活発な建設工事が行われており、レンガ工の需要が増していた。1840年から1940年頃まで、多くのエクスタータールのレンガ工が暖かい時期に大都市に出かけ、家族を養った。彼らの多くはエクスタールに家を持つことができる境遇にあった。1840年から1933年までの間に、66の新たな集落が形成され、従来の木組み建築は、石造（またはコンクリート造）の建物工事のために破壊された。村では、20世紀前半に典型的な建築様式のレンガ工の家が支配的になった。たとえば、1896年に建造されたベージングフェルトの旧牧師館などである。
第一次世界大戦後の世界経済危機の進行に伴い、出稼ぎのレンガ工の仕事も重要性を失い、交通の便が悪いこともあってエクスタータールに高い失業率がもたらされた。1927年のエクスタータール鉄道の建設は、こうした状況を改善した。白-赤の動力車によってバルントルプからリンテルンに至る標準軌の鉄道は、エクスタールの村々をレーネ – ハーメルン線やビーレフェルト – レムゴー – ハーメルンの鉄道路線に結びつけた。

### 国家社会主義と第二次世界大戦
1929年の世界恐慌以降、国家社会主義者の得票率は絶えず増加していった。1932年にブリューニング政権の対抗措置が本郡に影響したことで、初めて状況に変化が起こった。1932年11月のドイツ国会選挙で、NSDAPは、前回の41.13 % から 34.72 % まで得票率を低下させた。このため、国家社会主義者らは、1933年1月15日のリッペの州議会選挙で勝利するためあらゆる手を尽くした。NSDAPの全指導者が選挙戦に投入され、選挙戦の最終盤になるとヒトラーは10日間で16回、リッペで演説を行った。その結果 NSDAPは、得票率 39.5 % でリッペ州議会の最大政党となったが、選挙以前に期待していた絶対多数には達しなかった。
ナチスによる権力掌握は、他のドイツ全土と同様、エクスタータールでも実現した。いわゆる強制的同一化政策の下、他の政党は活動を禁止され、政治、行政の指導的ポジションや、全ての公的生活は NSDAP によって占められた。民族共同体に適合しない者は、追跡され、投獄された。エクスタータールでも、住民たちは国家社会主義政府の要求に抵抗した。家宅捜索が繰り返し行われ、違法に組織されたSPDやKPDに参加する構成員ではないかと疑われた。エクスタータールの数人のユダヤ人もナチスの偏執的な追跡妄想の被害者となった。彼らの多くは、強制収容所で殺害される前に国外へ逃れることに成功した。アルベルク＝ローゼンタール家は、1927年にはすでにアルメナの家を売却し、ドイツを離れた。彼らはアルゼンチンに移り、これによって死傷から免れた。
第二次世界大戦中、エクスタータールは大きな空爆を免れた。確かにリンが詰まった小片が火災を起こした穀物畑の周辺に投下されたのだが、学生たちがこれを、やはり投下されたチラシとともに回収し、地中に埋めた。1943年以降、エクスタータール上空を飛び交うアメリカ・イギリス連合軍の数は次第に増えていった。爆弾が地上に達することもあったが、これは誤って落下したものであった。また、何機かの敵機がこの地域、たとえばアルメナのジークバッハに墜落した。1944年にはエクスタータールの住民たちも空中戦の結果を感じ取っていた。敵の航空部隊が近隣の大都市であるビーレフェルト、パーダーボルン、ハノーファー、カッセルを灰燼に帰する際の空襲警報が頻繁に鳴り響いた。地下室は防空壕に改造され、学生たちはここで防空演習を行った。
アメリカ軍第2機甲師団は、1945年4月1日にデトモルト近郊のトイトブルクの森に達し、その翌日北東方面に侵攻した。ドイツの参謀本部は、カレタールおよびエクスタタール地域に対して、何ら特別な防衛措置を計画していなかった。4月4日、アメリカ軍戦車部隊はバルントルプに到達し、戦闘行為なくこれを占領した。エクスタータールに属す村も同日午後に戦闘することなく占領された。いくつかの村の村長や有名な国家社会主義者らは、それ以前に慌ただしく東方に逃亡し、住民たちはベッドのフレームに白旗を掲げた。

### 第二次世界大戦後と現代
1945年5月8日の無条件降伏以降、リッペはイギリス管理地域に属した。イギリス軍政府が新たなドイツ人官僚を組織した。ドイツのイギリス軍総司令官は、イギリス管理地域における政治の最高決定者でもあった。彼はアルメナに隣接するグート・リックブルーフに住んだ。イギリス占領軍の目的は、ドイツの民主化と自由主義政治への帰還であった。
この地域の経済発展にプラスとなったのが1956年からのノルトライン＝ヴェストファーレン州政府のオストヴェストファーレンプランと、1968年から1969年のエクスタータール道路の建設であった。この道路は、バルントルプ近郊で連邦道 B1号線と、リンテルン近郊でアウトバーン A2号線に接続する。
第二次世界大戦後には、観光産業も重要性を増していった。その萌芽はすでに20世紀の初めに見られたが、世界大戦と1929年の世界恐慌により、その発展が妨げられていた。
エクスタータールに属す村の経済・政治構造は、前世紀に大きく様変わりした。それはたとえばベージングフェルトにはっきりと表れている。かつて農業と手工業を特徴とする市場町であったが、エクスタータール全体の行政中心へと発展したのである。さらにベージングフェルトには現在、実科学校・本課程学校があり、ベージングフェルト/アスミッセン工業地域に多くの工場が進出している。
この町は2007年から、デーレントルプやカレタールとともに EU LEADER Programm の中のノルトリッペ（北リッペ）振興地域を形成している。

### 町村合併
エクスタータールは、1969年1月1日に地域再編に関するレムゴー法に従って、それまで独立していた 12の町村や市場町、すなわち現在この町の地区となっているアルメナ、アスミッセン、ベージングフェルト、ブレムケ、ゲストルプ、ラスブルーフ、マイアーベルク、ナルホーフ、ロット、シェーンハーゲン、ジリクセンが合併して成立した。アスミッセンおよびシェーンハーゲンのいくつかの所有地は新しい町には取り込まれず、デーレントルプあるいはバルントルプに編入された。新たに形成された町の名称には、最大集落であるベージングフェルトの名は採用されず、エクスター川沿いの地理上の位置を示す名称が採られた。1971年10月1日、ニーダーザクセン州の町クランケンハーゲンから約 100人が住む地区とヴェンネンカンプの 5人が住む地区が移管された。

## 住民

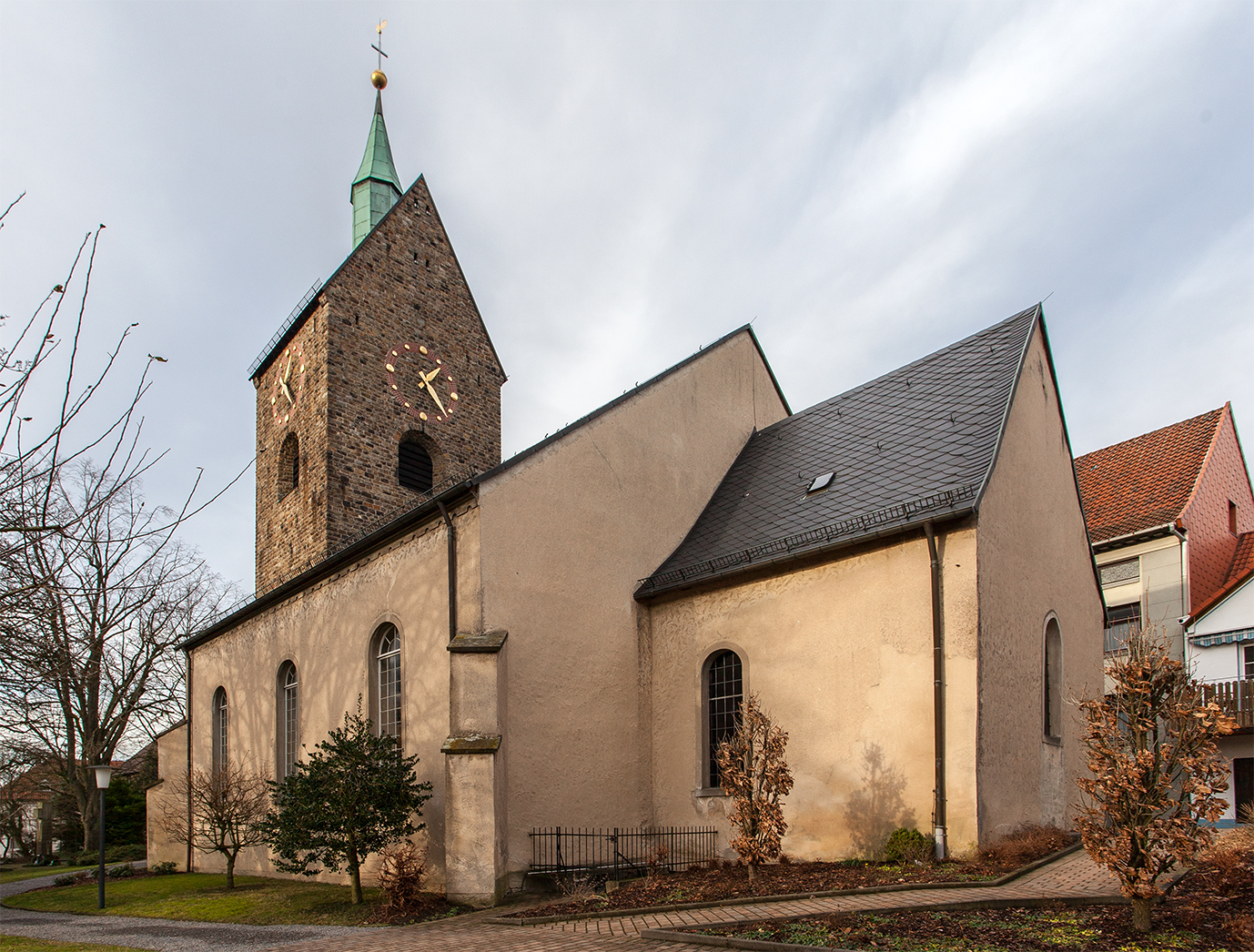
ベージングフェルトの福音主義改革派教会

### 宗教
エクスタータールの住民は、旧リッペ侯国の住民の多数がそうであったように主にプロテスタントを信仰している。リッペ侯領では、1553年頃にはすでに宗教改革がなされていた。1603年にジーモン6世によって改革派に改宗されたことにより、ほとんどのリッペ住民が福音主義改革派の教義を受け容れ、パーダーボルン司教区およびミンデン司教区は廃止され、この頃から現在のリッペ地方教会の一部となった。このため、エクスタータールの住民の多くは現在でもベージングフェルト、アルメナ、ジリクセンの 3つの教会の 1つに属している。これらの教会はいずれも町内にある。3つの教会組織は、エクスタータールの外にある他の組織とともにクラス・ベージングに統合されている。この教会クラスはリッペ地方教会に属している。町境を接するニーダーザクセン州の集落ゴルトベック（リンテルン市内）もエクスタータールの福音主義ベージングフェルト教会に属している。
第二次世界大戦後、難民の移住により、最初のカトリック教会が組織された。カトリック教会はパーダーボルン大司教区ビーレフェルト＝リッペ首席司祭区のレムゴー＝ノルトリッペ司牧連合に属している。この自由教会は1933年にすでにベージングフェルトにあった。リッペ地方教会の他にエクスタータールには以下の教会組織が存在する: カトリック聖霊教会、自由教会組織、エホバの証人、新使徒派教会（以上、いずれもベージングフェルト）。
宗教分布を示す根拠にエクスタータールの学生の帰属宗教団体に関する調査がある。これによれば、2006/07年の学年では、学生の 71 % が福音主義、9 % がカトリック、3 % がムスリムであった。5 % がその他の宗教団体に属し、12 % は特定の宗教をもたなかった。
ベージングフェルトやジリクセンのユダヤ人墓地に建つ記念碑は、かつてエクスタータールに存在していたユダヤ人社会を記念している。

### 人口推移
以下の表は、現在のエクスタータールの人口を示している。1939年、1950年、1961年の人口は、1987年現在の町域に相当する地域の人口である。1970年まで、および1987年の数値は、国勢調査によるものであり、1975年からは州のデーター管理・統計局の公式な研究結果によるものである。1975年から1985年までの数値は、1987年の国勢調査の結果に基づいて1990年に発表された推定値である。
| 年                  | 人口（人） |
| ------------------- | ---------- |
| 1939年 （5月17日）  | 7,961      |
| 1950年 （9月13日）  | 12,028     |
| 1961年 （6月6日）   | 10,767     |
| 1969年 （12月31日） | 12,672     |
| 1970年 （5月27日）  | 12,711     |
| 1974年 （6月30日）  | 13,057     |
| 1975年 （12月31日） | 12,850     |
| 1980年 （12月31日） | 12,554     |
| 1985年 （12月31日） | 12,201     |

| 年                  | 人口（人） |
| ------------------- | ---------- |
| 1987年 （5月25日）  | 12,098     |
| 1990年 （12月31日） | 12,606     |
| 1995年 （12月31日） | 13,407     |
| 2000年 （12月31日） | 13,331     |
| 2005年 （12月31日） | 12,790     |
| 2007年 （12月31日） | 12,552     |
| 2011年 （12月31日） | 11,980     |
| 2012年 （12月31日） | 11,653     |

## 行政

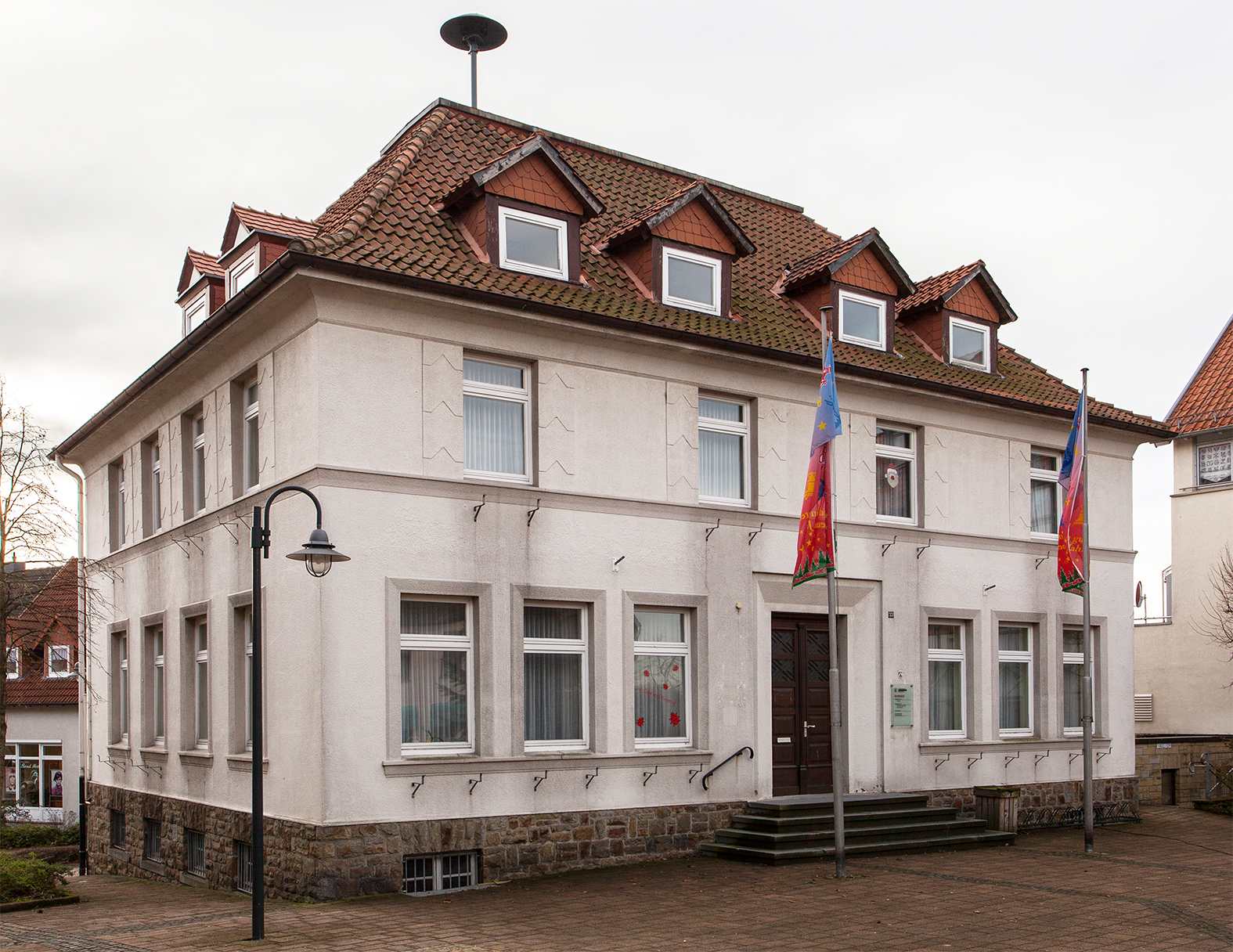
エクスタータールの町役場

行政機能は、ベージングフェルト地区に置かれている。

### 町議会
エクスタータールの町議会は、32議席からなる。

### 首長
この町の町長は、フランク・マイアー (Zukunft Extertal) である。彼は2020年9月27日の選挙で 56.2 % の票を獲得してエクタータールの町長に選出された。
その前任者はモニカ・レーマート (SPD) であった。彼女は2015年9月13日の選挙で 50.7 % の票を獲得してエクスタータールの町長に選出された。この選挙で対立候補のウルリヒ・ヒルカー (CDU) との得票数差はわずか 66票であった。
前任の町長はハンス・ホッペンベルクである。彼は無所属で、1999年に決選投票で 65.6 % の票を獲得してエクスタータールの初代専任町長に選出された。ホッペンベルクは2004年の選挙でも決選投票で 有効投票数の58.8 % の票を獲得して町長職を保持した。2009年にも彼は 56.88 % の票を獲得し、再々選され、計16年間町長を務めた。
それ以前の1979年から1994年まではカール・ヘルマン・ハーク (SPD) がエクスタータールの町長を務めていた。

### その他の選挙
エクスタータールは、州議会選挙では選挙区 98 - リッペ II 区に属し、連邦議会選挙では選挙区 136 - リッペ I 区に属す。

### 紋章
図柄: 向かって左上から右下に斜め二分割。右上が銀地（白地）、左下が緑地である。上部に赤い 8つの突起をもつ星、下部に金色（黄色）の斜め波帯が描かれている。
1969年に形成された自治体であるエクスタータールの紋章は、1970年10月8日に行政管区長官によって認可された、新たに制作されたものである。星は、エクスタータールのシュテルンベルク城に拠ったシュテルンベルク伯の紋章の意匠である。「シュテルンベルクの星」は、この地域の多くの町の紋章に用いられている。たとえば、バルントルプやバート・ザルツウフレン、あるいは旧レムゴー郡などである。リュベッケ、プロイシシュ・オルデンドルフ、シーダー＝シュヴァーレンベルクあるいは旧デトモルト郡の紋章に用いられている「シュヴァーレンベルクの星」は、シュテルンベルク伯領の相続者（ハインリヒ1世・フォン・シュヴァーレンベルク）によるもので、シュテルンベルクの星と関係している。波帯は、新たな町名の由来となったエクスター川を象徴している。

### 姉妹自治体
- タンガーヒュッテ（ドイツ、ザクセン＝アンハルト州

## 文化と見所

### 博物館
「音楽の城 シュテルンベルク」は、2004年以降、古楽アカデミーの他、「クリンゲンデス・ムゼウム」にも場所を提供している。ここには、1944年から1966年までこの町に住んだ楽器製作者ペーター・ハルランのコレクションから約 400 点の楽器が展示されている。この博物館は、1999年以降はリッペ地域連合の所有となっている。

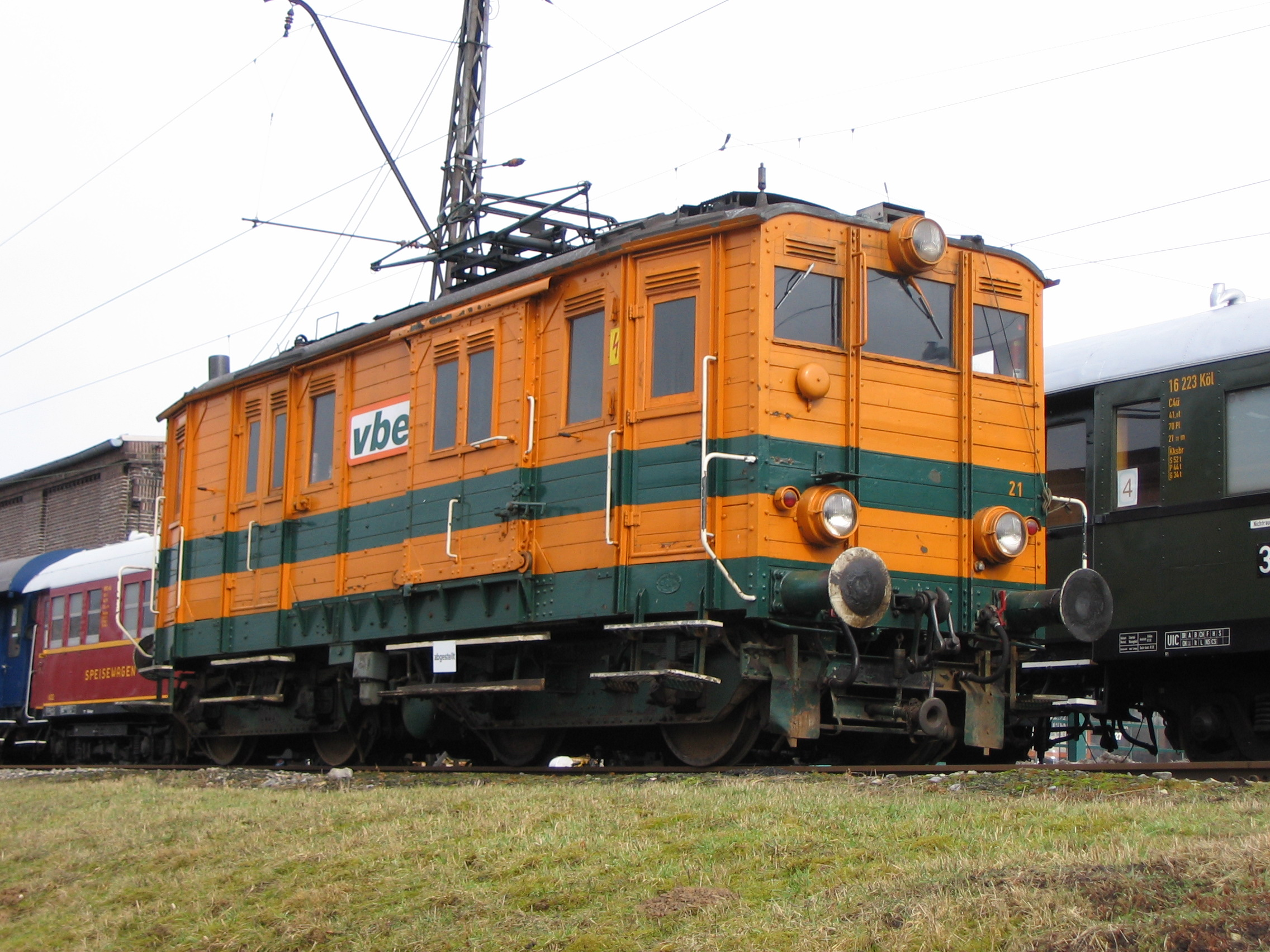
エクスタータール鉄道の保存鉄道に用いられている歴史的な電気機関車 E21

### 保存鉄道
通常の鉄道運行が廃止されたエクスタータール鉄道の記念碑が2008年にエクスタータールに建立された。この路線を利用して、ベージングフェルトとバルントルプとの間で定期的に保存鉄道の運行が行われている。この保存鉄道は、リッペ地方鉄道 e.V. によって運行されており、ドイツで数少ない 3種類の牽引車（蒸気機関車、ディーゼル機関車、電気機関車）で運行される鉄道である。また、リンテルン - アルファーディッセン間は、軌道自転車を用いた観光アトラクションにも利用されている。

### 音楽
エクスタータールには、音楽学校がある。この他、リッペ地域連合は、「クリンゲンデ・ムゼウム」や楽器工房を有するシュテルンベルク城を運営している。この城には、中世、ルネサンス、バロック時代の音楽、ダンス、楽器製作を研究する古楽アカデミーがある。この他に「音楽の城 シュテルンベルク」は音楽イベントの会場にもなっている。この町最大の合唱団は、110人の、主には若者からなる、熱心な団員を擁する「エクスターターラー・ムジカンテン e.V.」である。この合唱団は、2001年に他の合唱団とともに異例に長いコンサートを行い、ギネス世界記録に登録された。

### 建築
ベージングフェルトは、1252年になる少し前に、ドライシュトラーセンシステムに基づきシュテルンベルク伯によって計画的に建設された集落である。この集落は市壁で囲まれておらず、藪がその役割果たしていた。そのモデルとなったのはレムゴーであった。多くの集落からなるこの町の田舎風の構造は現在も保持されており、各村落には教会や（旧）学校が見られる。
ベージングフェルトには福音主義改革派教会がある。現在の場所に最初の教会が建設されたのは、おそらく市に昇格した1252年頃であったと推測される。現在の建物は、その大部分が15世紀以降に建設されたものである。1632年に火災によって大きな損傷を被ったが、1708年に本堂が新築され、1853年から1857年にかけてフェルディナント・ルートヴィヒ・アウグスト・メルケルによって増築された。新しい塔は、中世の倒れかかった塔に替わって1934年に建設された。最も重要な調度は、4人の福音書記者の像をもつバロック様式の講壇である。
アルメナでは、元の教区教会の建物はおそらく 13世紀に建設された。この教会は、1865年から1866年に、フェルディナント・ルートヴィヒ・アウグスト・メルケルの設計に基づき、ネオゴシック様式の建物に置き換えられた。教会塔、オルガン、椅子、シャンデリアが保存されている。
町内には、以下の城塞、城館、貴族館、領主館が保存されている。

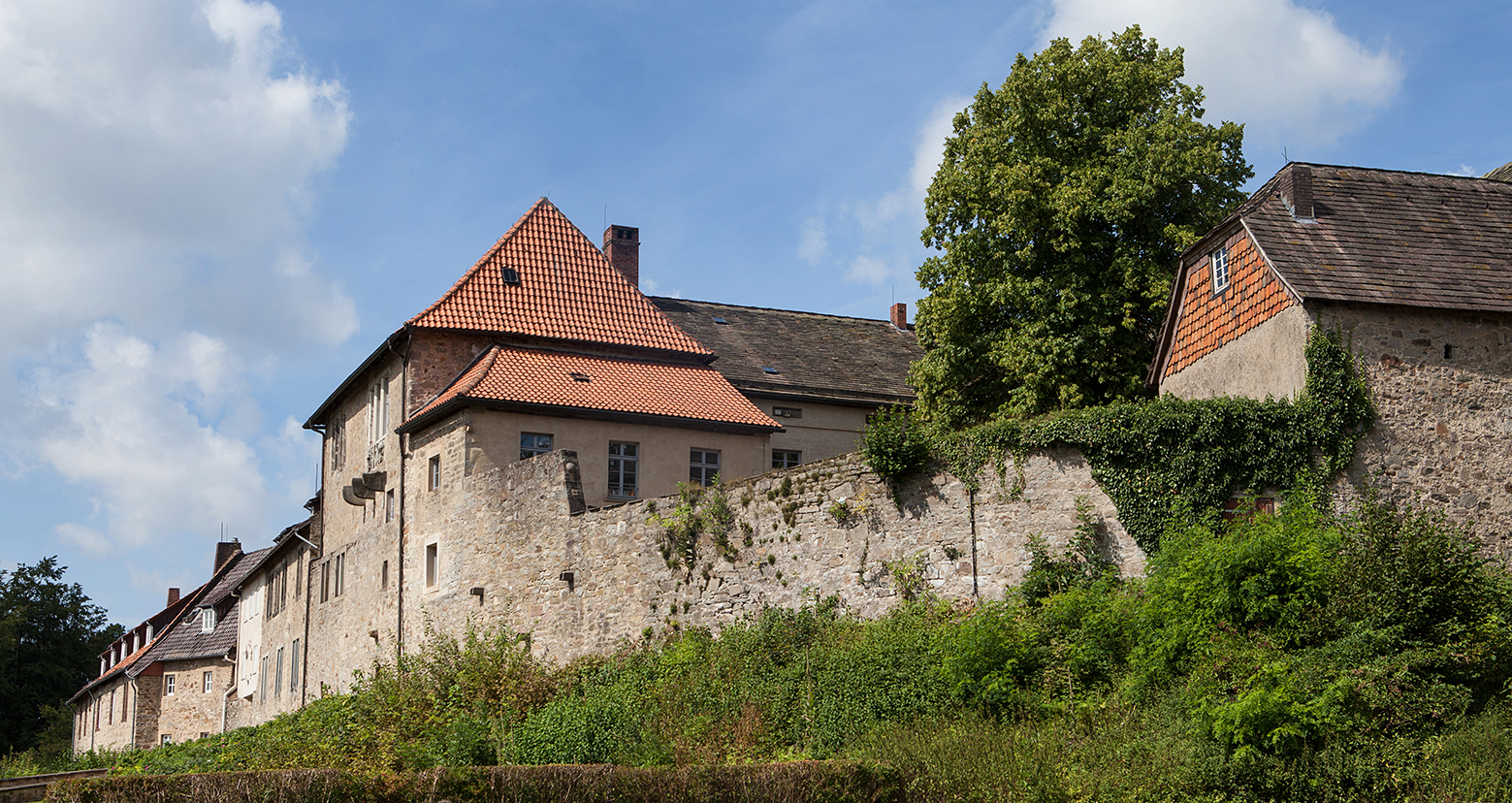
シュテルンベルク城

シュテルンベルク城は町の南西にある山城で、1240年頃にシュテルンベルク伯によって建設され、同伯の主城となった。この城塞は15世紀と16世紀に増築され、何度も質入れされ、最終的にはシュテルンベルク伯領とともにリッペ家の所有となった。第二次世界大戦後、大部分が保存されていたこの城塞は、青少年ホームおよび音楽学校として利用され、このため現在でも時折「音楽の城 シュテルンベルク」と呼ばれている。この城を、シュテルンベルク城の東、隣町のデーレントルプにある「アルト＝シュテルンベルク」（旧シュテルンベルク）の城趾と混同しないよう注意が必要である。
ノイトロッツデンブルクまたはアルテ・トロッツェンブルク（正確な名前は知られていない）: ベージングフェルトにあるこの城は、完全に姿を消している。その場所は、プルファーベルク前またはノルトハーゲン前と推定されている。その創設は闇の中にある。最初の記録は 1346年になされている。施主で最初の所有者はおそらくシュテルンベルク伯、後のベージングフェルトの領主であったと思われる。この城は、1442年に放棄された。
グート・シェーンハーゲンは、1845年から1855年に、アメリカに移住した人の 9つの農場を併せて、騎兵大尉ベンノ・フォン・カウフマンによって創建された荘園である。この荘園は、1890年に化学肥料のトーマス鉱滓粉を製造するゲルハルト・ホイヤーマンの所有となった。やがて400 ha の広さを持つこの地所は、主に新たに開発された化学肥料の試験農場として利用されるようになった。ホイヤーマンの死後、この地所は何度も所有者を替え、1956年にドイツ・バウエルンジートルングがこれを取得した。この間に空き家となっていた地主の館は、1990年代まで老人ホームとして用いられた。この館は、木組み建築であった旧荘園主館の場所に、1937年になってドイツ国民様式で建設された。これは田舎風の基礎の上に建てられた 3階建ての塗り壁の建物である。
ウフォブルクには土塁と壕の跡だけが遺されている。この城趾は、ブレムケ近郊のハーゲンベルクにある。この城は本城と出城で構成されていた。城主は、おそらく、920年ころより以前、9世紀中頃の貴族家であると推測される。その家名は分かっていない。「ウフォ」という名称は15世紀になって初めて出現したもので、おそらくこの城やその居住者の歴史的な名称ではないと思われる。

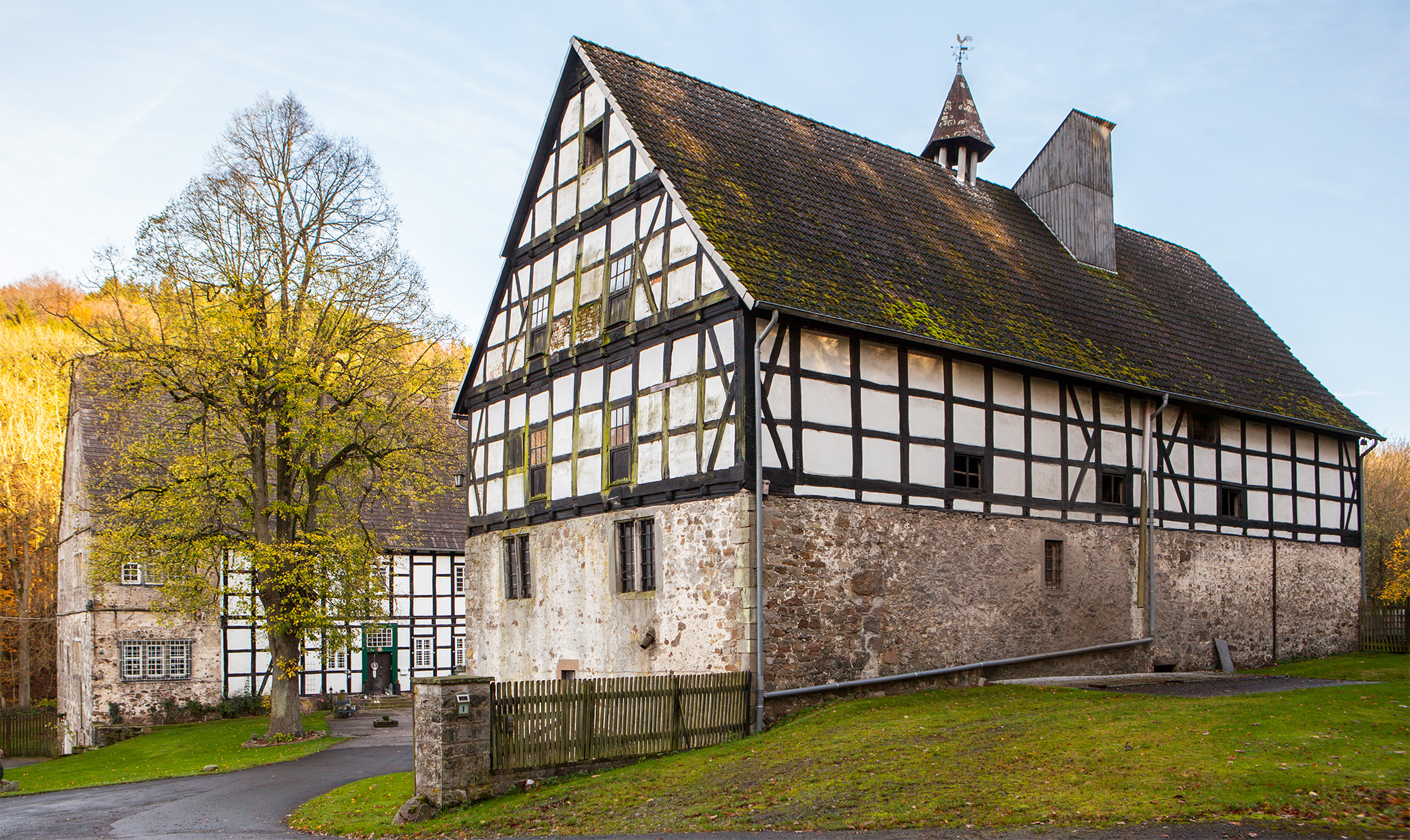
グート・ウレンハウゼン

グート・ウレンハウゼンはかつての騎士の館で、エクスタータールではシュテルンベルク城に次いで最も古く、最も重要な建造物である。1240年頃に、初めは重要なベネディクト会女子修道院として創設されたが、次第に縮小し、1407年にはわずか5人の修道女がいるだけとなった。1420年頃、修道院の建物は荒廃していた。このため、この土地や建物は、ヘルフォルトのアウグスト会修隠士に譲渡された。1500年頃ウレンハウゼンに教会はなくなっていた。1557年、旧ウレンハウゼン修道院は騎士領となった。アルファーディッセンのヴェルププ家のジーモン5世が領主となり、その後1700年までレーエンとして委任された。1704年から1798年まで、この土地はブリテン王の一門であるハウプトマン・フォン・アルテンの所有となった。1798年にこの土地はコールデマン家に売却された。1937年、ハインリヒ・ブラバントがこの農場を獲得し、以後その家族が約 800年の歴史を持つ農場で旧修道院を現在まで運営している。
アルメナ地区のグート・リックブルーフは、1929年にネオバロック様式で建造された、塗り壁3階建ての主館で知られている。この屋敷は、1945年にイギリス占領軍に接収され、バート・エーンハウゼンに司令部を置いていたイギリス管理区の上級司令官の居館として利用された。特に、イギリス元帥のバーナード・ロー・モントゴメリー卿がここに滞在していた。
アルメナ近郊のグート・ローブラーケンはかつて、ハーメルン参事会員で名誉市長にして、アイスベルゲンやリンテルンにも所領を有するツェルセン家にレーエンとして委任されていた。ツェルセン家が断絶した後、ローブラーケンは19世紀にアディック家およびフーゲンベルク家のものとなった。所有者の一人に、グート・ローブラーケンに埋葬されているアルフレート・フーゲンベルクがいた。彼は、1916年に国家社会主義に傾倒したメディア企業を設立し、第一次ヒトラー内閣で大臣を務めた人物である。
ラスバッハ川の水車「キューケンブルーヒャー・ミューレ」は、1880年に建造された上位射水方式の水車で、1960年の状態で保存されている。

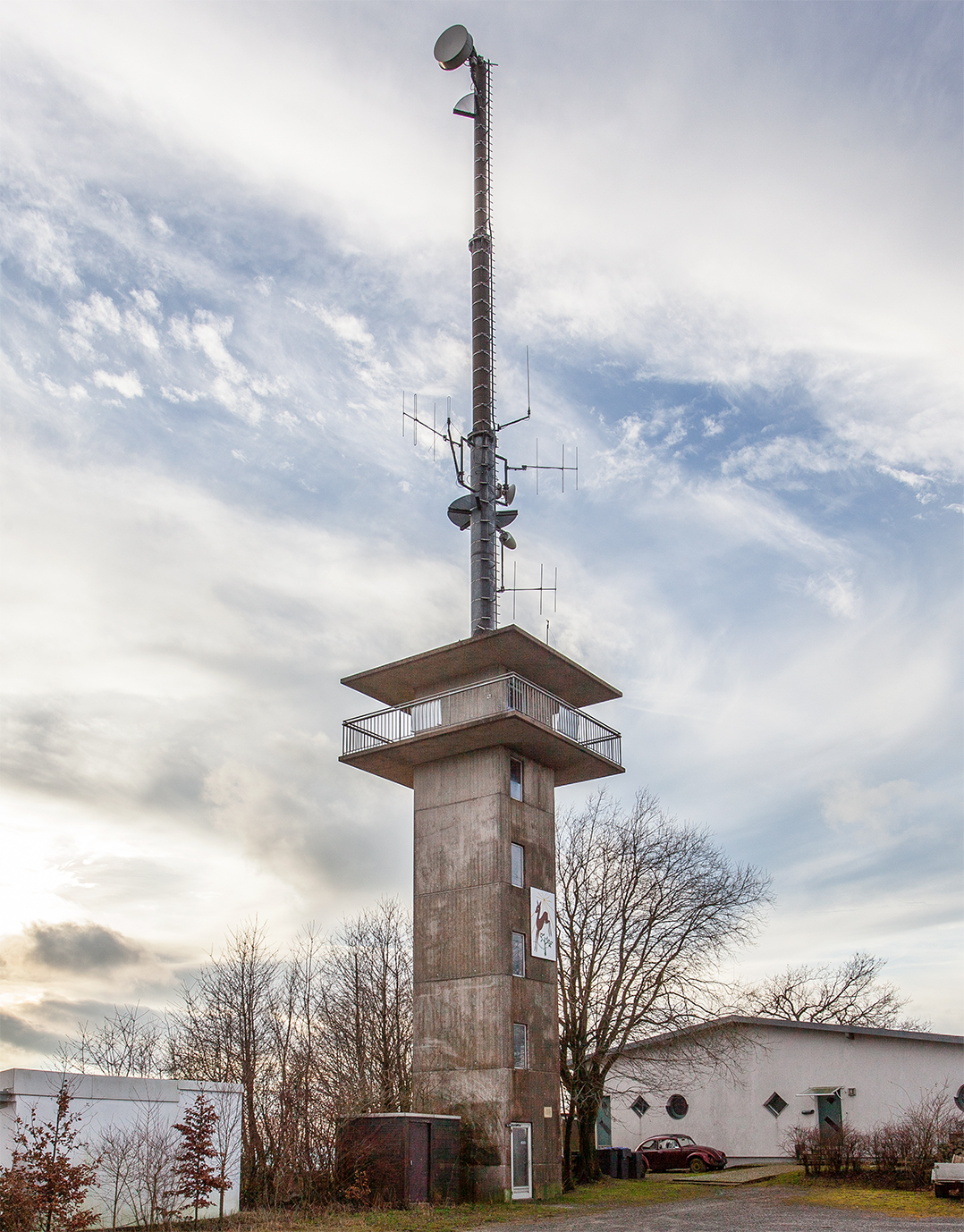
ホーエ・アッシュの送信・展望塔

町内にあるその他の有名な、あるいは重要な建造物には、ホーエ・アッシュの展望塔や、リンダーホーフェ近郊のデーレンベルクに建つ放送塔がある。後者は現在、超短波でラジオ・リッペを放送している。

### 公園
庭園施設の多くはこの町に現存する荘園施設内にあり、一部は現在も手入れがなされている。
グート・シェーンハーゲンの周辺には小さな景観庭園があったが、現在では完全には保全されていない。印象的な木立が人気である。
グート・リックブルーフの近くには、19世紀にはすでにエクスター川の支流沿いに景観庭園が設けられていた。庭園の東端には採石場と先祖代々の墓所がある。主館の前には池が造られている。この公園は、保全されている部分の大部分が切石で囲まれている。この公園はエクスタータール通りで分断されているが、大変よく手入れされている。

### 自然文化財と自然保護区
2008年から全町域がトイトブルクの森/エッゲ山地自然公園に属している。さらにエクスタータールは、北と東をヴェーザー山地シャウムブルク＝ハーメルン自然公園と接している。エクスタータールには以下の自然保護区がある。
| キーナンバー | 保護区名                                                              | 面積 (ha) |
| ------------ | --------------------------------------------------------------------- | --------- |
| LIP-050      | フンマーバッハタール (Hummerbachtal)                                  | 67.8778   |
| LIP-073      | タール・デア・エクスタール (Tal der Exter)                            | 175.1484  |
| LIP-074      | リンネンベルク (Rinnenberg)                                           | 53.1440   |
| LIP-075      | ブレムカー・バッハタール (Bremker Bachtal)                            | 67.6061   |
| LIP-076      | アルメタール (Almetal)                                                | 92.4911   |
| LIP-077      | ユルゲンスベルク (Jürgensberg)                                        | 12.1705   |
| LIP-078      | ジークバッハタール (Siekbachtal)                                      | 97.3564   |
| LIP-079      | シュヴァルツァー・バッハ / ゼレンバッハ (Schwarzer Bach / Sellenbach) | 192.9853  |
| LIP-080      | ヴェットシュタインジーク (Wettsteinsiek)                              | 44.6527   |
| LIP-081      | ハイムバッハタール (Heimbachtal)                                      | 102.2194  |

現行の地域プランによれば、多くの樹木群や単独の樹木、4か所の採石場、1か所のゲオトープコンプレックス、1か所の泥炭岩の窪地、1か所の小さな湿地が、自然文化財に指定されている。

### スポーツ
町内には、20以上のスポーツクラブ、2つの屋外プールと2つの屋内プールがある。主眼は、自然と親しむスポーツであり、冬にはクロスカントリーコースとスキーリフトが設けられ、夏には乗馬クラブや自転車クラブが活動している。

### 年中行事
エクスタールの集落では、6月初めに全ての教会組織のコミュニティ祭が開催される。アルメナ地区では毎年、秋市が開かれる。ベージングフェルトでは年に2回フェスティバルイベントが開催される: 4月30日のマイバウムフェスト（五月柱祭）と10月3日の産業ショーを伴うブルンネンフェスト（泉祭）である。

### 名物料理、食材
2000年に閉鎖されるまで、ナルホーフ地区のエクスタータール＝フューティヒ乳製品加工場は、「フューティガー・ケーゼ」というチーズを生産していた。

## 経済と社会資本

### 交通
エクスタータールは、地域バスによってリンテルン、レムゴー、バルントルプと結ばれている。日曜と祝日には、オンデマンドバスや乗り合いタクシーが運行する。エクスタータールは「ダス・ゼクサー」（OWL交通 GmbH）のサービス地域に属している。
最寄りの駅は現在、ヴェーザー鉄道（ハーメルン – レーネ）のリンテルン駅、ベーガタール鉄道（レムゴー – ビーレフェルト）のレムゴー駅、Sバーンのパーダーボルン – ハノーファー空港線バート・ピルモント駅である。さらにエクスタータール内を走っていたエクスタータール鉄道は保護文化財に指定されていた。この路線の旅客運行は1969年に廃止され、現在は保存鉄道が運行されている。
アウトバーン A2号線については、約 10 km でリンテルンのバート・アイルゼン・インターチェンジに至る。約 7 km 離れたバルントルプにはビーレフェルトに通じる連邦道 B66号線やハーメルンに至る連邦道 B1号線が通っている。リンテルンからバルントルプ方面へ向かうエクスタータール通りはベージングフェルトを直接経由してエクスター川沿いに伸びている。
最寄りの国際空港は、ハノーファー空港とパーダーボルン/リップシュタット空港である。

### 地元企業
この町は、長らく農業で生計を立ててきた地域であるノルトリッペ（北リッペ）地方に位置している。構造変化は、1950年代にオストヴェストファーレンプランに後押しされ、ノルトリッペ奨励地区でEU LEADER プログラムが遂行されたことによる。
この町には、金属加工業、駆動装置、電子制御、合成樹脂および木材加工業、冷蔵車の製造業者であるブラント冷蔵車輌製造がある。経済的には、観光業も重要である。有名な観光業者が、フェリエンアンラーゲ・ツーリズムスパルク・エクスタータールである。
エクスタータール＝ラスブルーフには民営の精神科、精神身体医学、精神療法の専門救急病院オーバーベルク＝クリニーク・ヴェーザーベルクラントがある。この病院は特に、緊急救命治療や、中毒患者、抑鬱性障害や不安症に対する先進的な学術知見に基づく専門治療を行っている。特に緊張感を要求される職業（医師、経営者、指導的な立場、教師）に従事する患者に重点を置いており、このため燃え尽き症候群もこの病院の重点項目の一つである。
ベージングフェルトは、エクスタータール交通会社の本部所在地である。

### メディア
「ノイエ・ヴェストフェーリシェ」と出版提携している「リッピシェ・ランデス＝ツァイトゥング」は北リッペ（カレタール、デーレントルプ、エクスタータール）向けのローカル面を毎日発行している。北リッペ地方向けの編集面をもつ広告紙「ノルトリッピシャー・アンツァイガー」は、ほぼ毎週刊行されている。ラジオ・リッペは、エクスタータールおよび他のリッペ地方の市町村向けローカル・ラジオである。

### 公共機関
エクスタータールの町役場は、ベージングフェルト地区にある。ベージングフェルトとラスブルーフには、それぞれ屋外プールが1つずつ、ベージングフェルトとジリクセンにはそれぞれ屋内プールが1つずつある。ジリクセンの屋内プールは、学校およびクラブ活動専用である。大量の写真資料を収蔵する文書館の他に、町内には3つの小さな公立図書館がある: ベージングフェルト（蔵書数: 5,000冊）、アルメナ（2,000冊）、ジリクセン（3,000冊）である。
1969年1月1日に新たな自治体としてエクスタータールが形成されたことに伴い、それまで独立していたベージングフェルト、リンダーホーフェ、ラスブルーフ、アルメナ、ジリクセン、ブレムケの各消防団から、エクスタータール消防団が結成された。この消防団は消防車両隊と5つの消防グループからなっている。各グループはそれぞれ1台の消防車を有している。これに加えて、ジリクセンには緊急用軽ワゴン車 ELW1が、アルメナには緊急搬送車がある。ベージングフェルト消防車両隊には、はしご車、重装備車両、消防タンク車、緊急用軽ワゴン車、緊急搬送車、器具輸送車が配備されている。消防士の育成は、3つの青年消防団で行われている: ベージングフェルト/リンダーホーフェ、ラスブルーフ/アルメナ、ジリクセン/ブレムケがそれらである。

### 教育
この町には、基礎課程学校が2校、本課程学校が1校、実科学校が1校、養護学校が1校ある。2012年にエクスタータールの学校（市民大学を除く）には、82人の教員と計1155人の学生がいた。学生の 38.4 % が基礎課程学校、18.3 % が本課程学校、29.0 % が実科学校、4.8 % が養護学校に属していた。この町を対象とするリッペ東市民大学は、隣接する市町村バルントルプ、ブロムベルク、リュクデ、シーダー＝シュヴァーレンベルクをも対象として、1997年に設立された。その本校はシーダー＝シュヴァーレンベルクにあり、分校がブロムベルクにある。
幼児教育に関しては、エクスタータールには幼稚園が6園ある。運営しているのは、ドイツ・キリスト教子供村、ドイツ赤十字社、労働者福祉組合、自治体、キリスト教会である。いずれの施設も、3歳から6歳の子供を受け容れている。ドイツ赤十字の幼稚園は4ヶ月から、町立幼稚園は 1歳から受け容れている。

## 人物

### 出身者
- カスパー (ラッパー)（ドイツ語版）（1982年 - ）ラッパー。

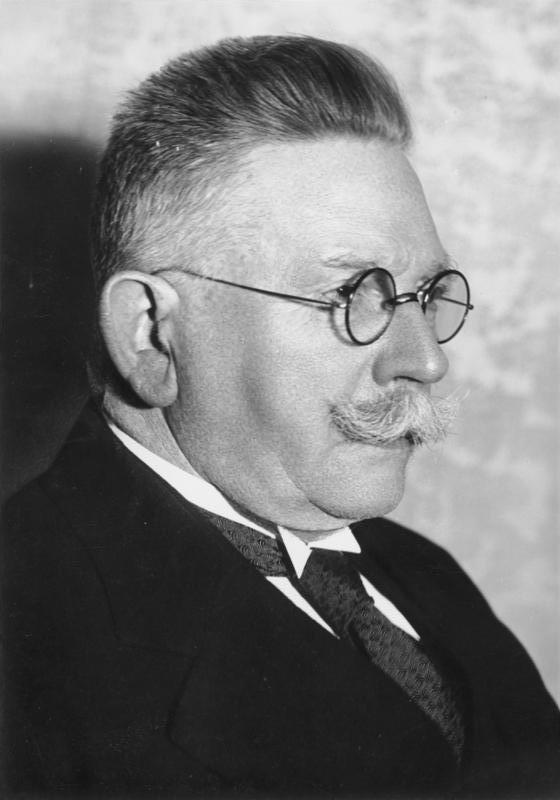
アルフレート・フーゲンベルク

### ゆかりの人物
- ゴットフリート・ハインリヒ・ツー・パッペンハイム（ドイツ語版）（1594年 - 1632年）三十年戦争時代の将軍。1631年から1632年の冬にシュテルンベルク城に住んだ。
- アルフレート・フーゲンベルク（1869年 - 1951年）鉱山主、メディア企業家。1933年から第一次ヒトラー内閣で経済大臣を務めた人物である。ドイツ国家主義の指導者で、ヴァイマル民主政治の敵対者、文民の国家社会主義のパイオニアであった。
- リッペ伯ジーモン・ハインリヒ・アドルフ（1694年 - 1734年）リッペ伯領の領主。資金難のためにシュテルンベルク城をハノーファーに質入れした人物である。
- バーナード・モントゴメリー（1887年 - 1976年）イギリス軍元帥。第二次世界大戦後グート・リックブルーフに住んだ。

## 引用文献
1. ↑  Bevölkerung der Gemeinden Nordrhein-Westfalens am 31. Dezember 2023 – Fortschreibung des Bevölkerungsstandes auf Basis des Zensus vom 9. Mai 2011
2. 1 2  Kommunalprofil Extertal、ノルトライン＝ヴェストファーレン州情報技術局（2014年5月18日 閲覧）
3. ↑  Gespräch mit Hans Hoppenberg: Gemeinsam selbstständig, in: lippe wissen & wirtschaft. November 2008, p. 37
4. 1 2  Extertal - zwölf Orte, eine Gemeinde（2014年5月18日 閲覧）
5. ↑  DWD: Download der Mittelwerte des Niederschlags für den Zeitraum 1961-1990
6. 1 2 3 4 5 6 7 8  Wilhelm Rinne: Landeskunde Nordrhein-Westfalen Band: Lippe, Seite 270. Verlag Ferdinand Schöningh, Paderborn 1993. ISBN 3-506-76111-0
7. 1 2 3 4 5 6 7 8 9 10  Extertal in aller Kürze（2014年5月23日 閲覧）
8. ↑  Geschichte der Kirchen, Pfarren, geistlichen Stiftungen und Geistlichen des Lippischen Landes 1881, p. 182（2014年5月23日 閲覧）
9. ↑  Wilhelm Rinne: Landeskunde Nordrhein-Westfalen Band: Lippe. Verlag Ferdinand Schöningh, Paderborn 1993, pp. 289 - . ISBN 3-506-76111-0
10. ↑  Stefan Backe: Auf der Burg wehte einst die britische Flagge. In: Lippische Landeszeitung, p. 19
11. 1 2 3 4  Almena – Geschichte eines Dorfes. Heimat- und Kulturverein Almena e. V., ISBN 3-87085-150-3.
12. ↑  Martin Bünermann: Die Gemeinden des ersten Neugliederungsprogramms in Nordrhein-Westfalen. Deutscher Gemeindeverlag, Köln 1970, p. 67.
13. ↑  Statistisches Bundesamt (Hrsg.): Historisches Gemeindeverzeichnis für die Bundesrepublik Deutschland. Namens-, Grenz- und Schlüsselnummernänderungen bei Gemeinden, Kreisen und Regierungsbezirken vom 27. 5. 1970 bis 31. 12. 1982. W. Kohlhammer GmbH, Stuttgart und Mainz 1983, ISBN 3-17-003263-1, p. 192.
14. ↑  Landesamt für Datenverarbeitung und Statistik Nordrhein-Westfalen: Schüler an allgemeinbildenden Schulen in NRW nach der Religionszugehörigkeit (Veröffentlichung 2008)
15. ↑  Statistisches Landesamt Nordrhein-Westfalen: Die Wohnbevölkerung in den Gemeinden Nordrhein-Westfalens 1970 : Ergebnisse der Volkszählung am 27. Mai 1970. Düsseldorf 1972, p. 41.
16. ↑  Landesamt für Datenverarbeitung und Statistik Nordrhein-Westfalen: Sonderreihe zur Volkszählung 1987 in Nordrhein-Westfalen, Band 1.1: Bevölkerung, Privathaushalte und Erwerbstätige. Düsseldorf 1989, p. 110.
17. ↑  Landesdatenbank NRW
18. ↑  Kommunalwahlen - Kommunalwahlen am 30.08.2009 - Wahl der Räte der kreisangehörigen Gemeinden - Extertal, ノルトライン＝ヴェストファーレン州選挙管理委員会（2014年5月25日 閲覧）
19. ↑  “Bürgermeisterstichwahl - Kommunalwahlen 2020 in der Gemeinde Extertal - Gesamtergebnis”. 2020年11月5日閲覧。
20. ↑  ノルトライン＝ヴェストファーレン州選挙管理局: 2015年9月13日のエクスタータール町長選挙結果（2016年2月19日 閲覧）
21. ↑  Kommunalwahlen - Kommunalwahlen 1999 - Wahl der Räte und der Bürgermeister(innen) der kreisangehörigen Gemeinden - Extertal, ノルトライン＝ヴェストファーレン州選挙管理委員会（2014年5月25日 閲覧）
22. ↑  Kommunalwahlen - Kommunalwahlen 2004 - Wahl der Bürgermeister(innen) der kreisangehörigen Gemeinden - Extertal, ノルトライン＝ヴェストファーレン州選挙管理委員会（2014年5月25日 閲覧）
23. ↑  Kommunalwahlen - Kommunalwahlen am 30.08.2009 - Wahl der Bürgermeister(innen) der kreisangehörigen Gemeinden - Extertal, ノルトライン＝ヴェストファーレン州選挙管理委員会（2014年5月25日 閲覧）
24. ↑  Friedrich Ebert Stiftung: Karl Hermann Haack（2014年5月25日 閲覧）
25. ↑  エクスタータール基本条例
26. ↑  Was die Lipper im Schilde führen（2014年5月25日 閲覧）
27. ↑  Klingendes Museum, Landesverband Lippe（2014年5月25日 閲覧）
28. ↑  Landeseisenbahn Lippe e.V.（2014年5月25日 閲覧）
29. ↑  DRAISINEN-SPASS von Rinteln vis ins Extertal（2014年5月25日 閲覧）
30. ↑  Musikschule Extertal（2014年5月25日 閲覧）
31. ↑  Akademie für alte Musik, Landesverband Lippe（2014年5月25日 閲覧）
32. ↑  Extertaler Musikanten e.V.（2014年5月25日 閲覧）
33. ↑  Kulturatlas Westfalen: Extertaler Musikanten e.V.（2014年5月25日 閲覧）
34. 1 2  Landschaftsverband Westfaren-Lippe Geodaten Kultur: Gut Schönhagen, Extertal（2014年5月26日 閲覧）
35. 1 2  Landschaftsverband Westfaren-Lippe Geodaten Kultur:  Gut Rickbruch, Extertal（2014年5月26日 閲覧）
36. ↑  Fa. Focke-Wulf - Technische Direktion in Bad Eilsen（2014年5月26日 閲覧）
37. ↑  Rundwanderweg A3 "Nördliches Almena"（2014年5月26日 閲覧）
38. ↑  Mühlen in Westfalen - Lippe（2014年5月26日 閲覧）
39. ↑  Senderfotos-OWL（2014年5月26日 閲覧）
40. ↑  Kreis Lippe: Landschaftsplan Nr. 5  "Extertal"（2014年5月27日 閲覧）
41. ↑  Extertal: Vereine（2014年5月27日 閲覧）
42. ↑  Extertal: Sportliches Extertal（2014年5月27日 閲覧）
43. ↑  Kulturatlas Westfalen: Veranstaltungen, Feste, Märkte（2014年5月27日 閲覧）
44. ↑  Extertal: Branchen von A bis Z（2014年5月27日 閲覧）
45. ↑  Oberbergklinik Weserbergland（2014年5月29日 閲覧）
46. ↑  Lippische Landes-Zeitung（2014年5月29日 閲覧）
47. ↑  Nordkippischer Anzeiger（2014年5月29日 閲覧）
48. ↑  Radio Lippe（2014年5月29日 閲覧）
49. ↑  Die Volkshochschule Lippe-Ost（2014年5月29日 閲覧）